# Eriopus limbatulus
Eriopus limbatulus là một loài Rêu trong họ Hookeriaceae. Loài này được (Renauld & Cardot) M. Fleisch. mô tả khoa học đầu tiên năm 1904.